# Titangruppe
| Gruppe  | 4      |
| Periode |        |
| 4       | 22 Ti  |
| 5       | 40 Zr  |
| 6       | 72 Hf  |
| 7       | 104 Rf |

In der 4. Gruppe des Periodensystems sind die Elemente Titan, Zirconium, Hafnium und das erstmals 1964 hergestellte Element 104 Rutherfordium enthalten. Die Gruppe wird auch als Titangruppe bezeichnet.

## Eigenschaften
Die Elemente der Gruppe sind alle silbrig glänzende Metalle mit hohen Schmelztemperaturen und einer typischen Gitterstruktur. Bei ausreichend hohen Temperaturen gehen diese Metalle direkte Reaktionen mit den meisten Nichtmetallen ein. Dennoch sind sie in kompakter Form korrosionsbeständig, da sich an der Luft eine stabile Oxidschicht ausbildet. Diese Oxidschicht führt bei allen Metallen auch zu Beständigkeit gegenüber vielen Säuren und alkalischen Reagenzien.
Aufgrund der Lanthanoidenkontraktion haben Zirkonium und Hafnium trotz ihrer um den Faktor 2 unterschiedlichen Massen nahezu gleiche Metallatom- und Ionenradien. Mehrheitlich treten die Elemente Titan, Zirconium und Hafnium in ihren Verbindungen in der Oxidationsstufe +4 auf, aber die Stufen +3 und +2 sind bekannt.
| Name         | Titan              | Zirconium        | Hafnium          | Rutherfordium |
| ------------ | ------------------ | ---------------- | ---------------- | ------------- |
| Schmelzpunkt | 1941 K (1668 °C)   | 2130 K (1857 °C) | 2506 K (2233 °C) | ?             |
| Siedepunkt   | 3560 K (3287 °C)   | 4682 K (4409 °C) | 4876 K (4603 °C) | ?             |
| Dichte       | 4,507 g·cm−3       | 6,511 g·cm−3     | 13,31 g·cm−3     | ?             |
| Aussehen     | silbrig metallisch | silbrig weiß     | stahlgrau        | ?             |
| Atomradius   | 140 pm             | 155 pm           | 155 pm           | ?             |

Die Metalle
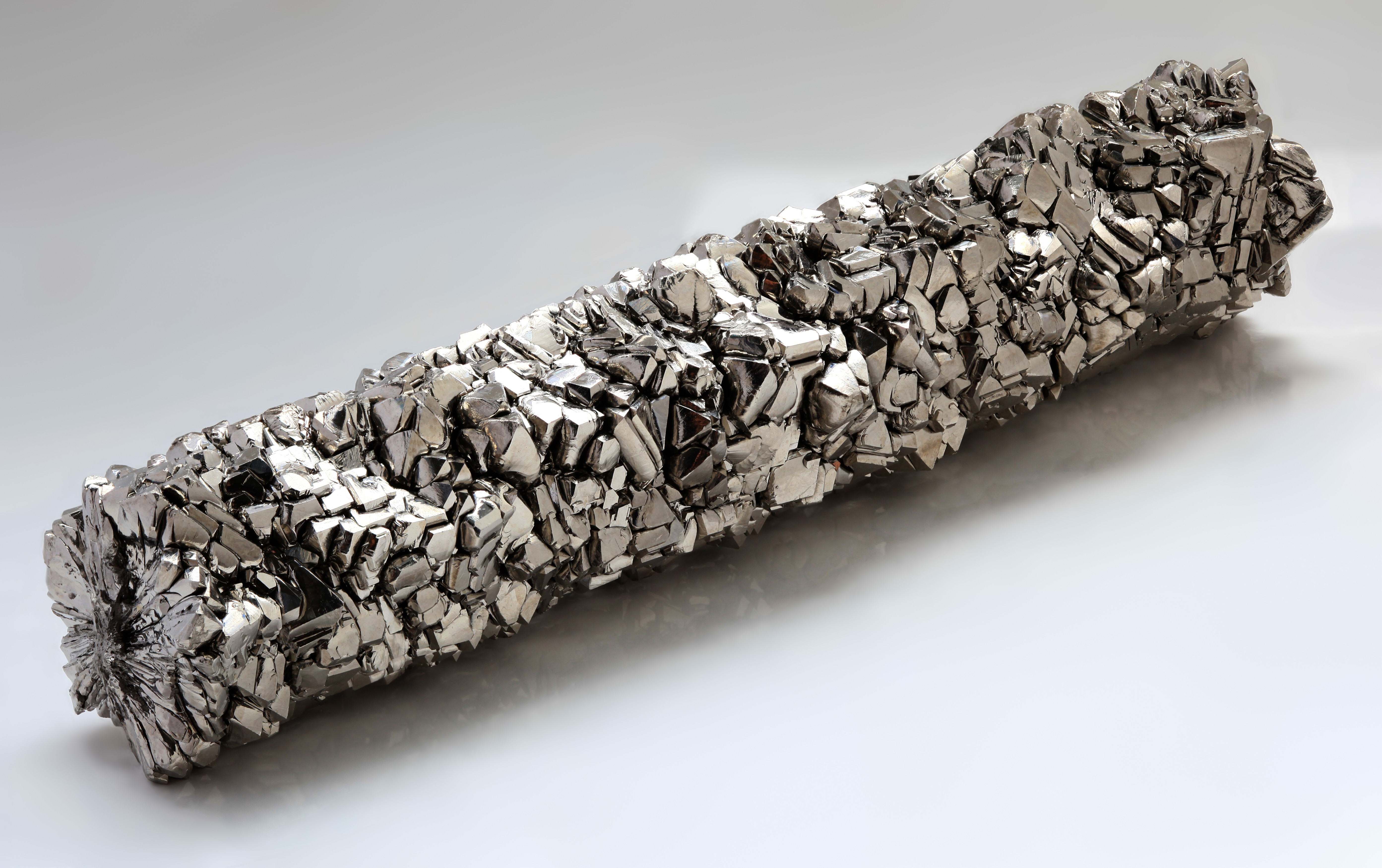
Titan Crystal Bar, 99,995 %
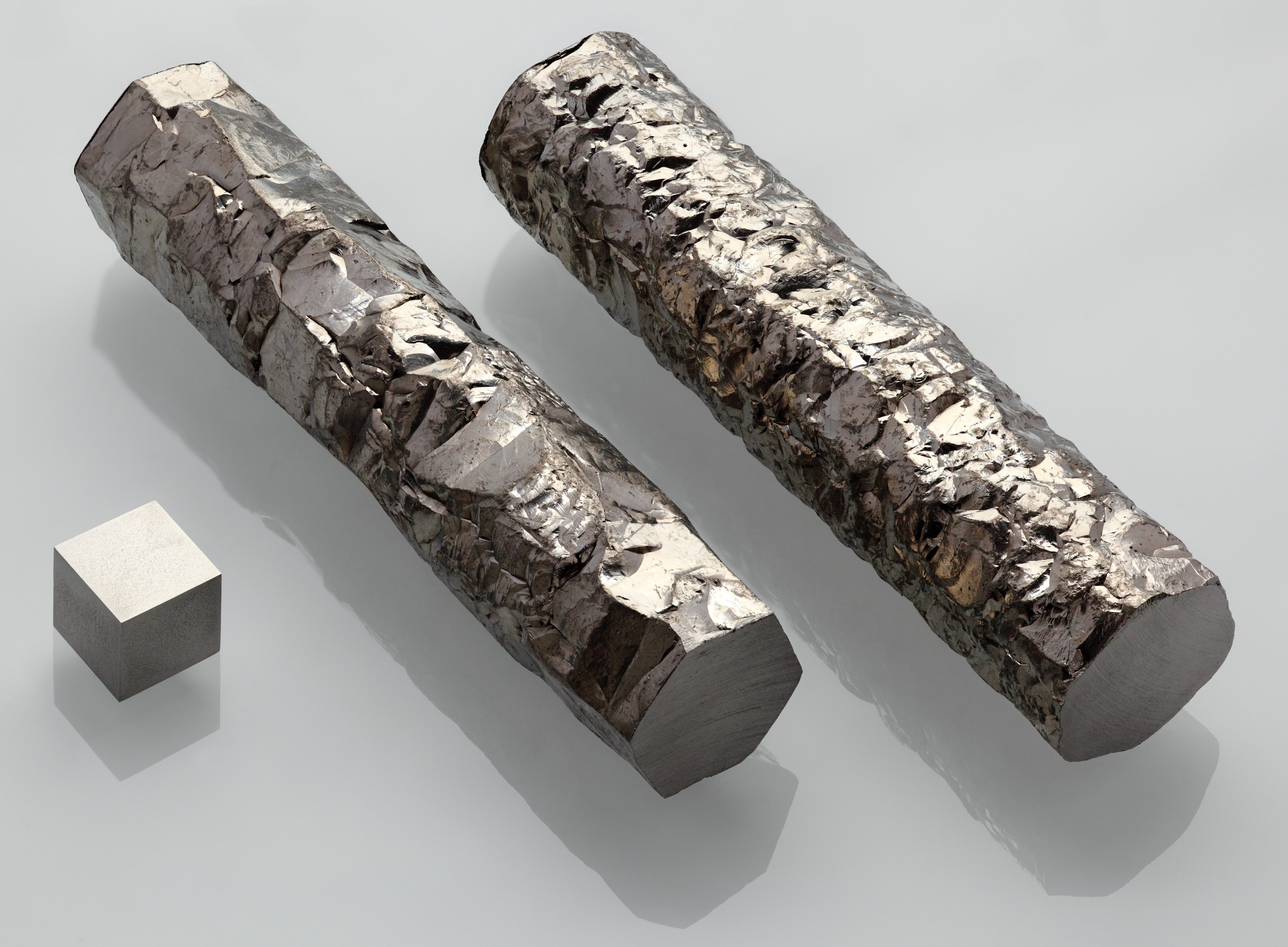
Zirconium Crystal Bar, 99,97 %
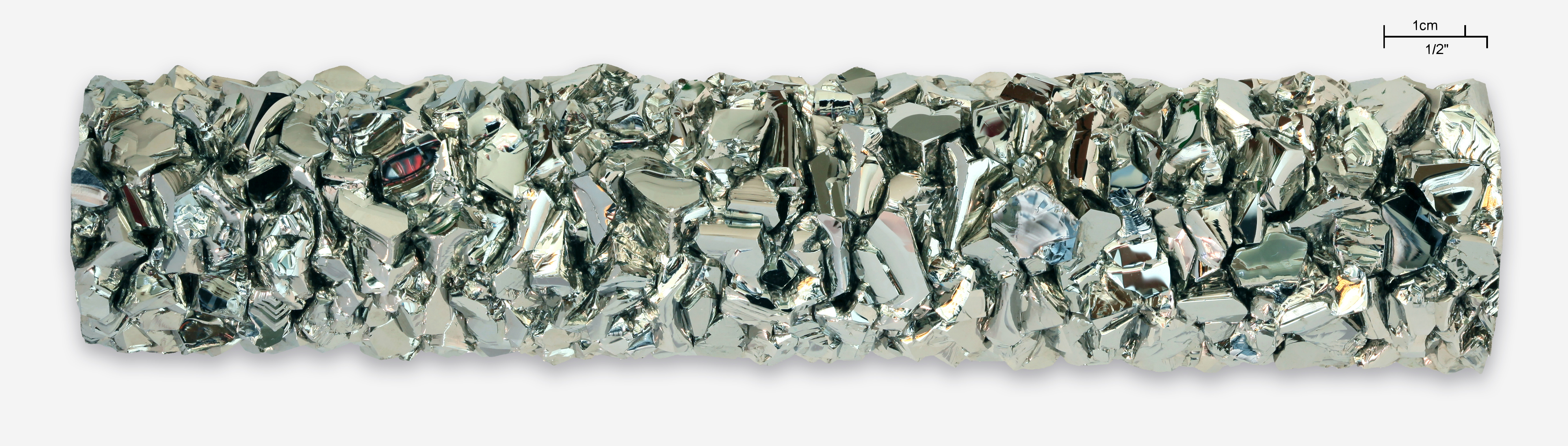
Hafnium Crystal Bar, > 99,9 %

## Vorkommen
Früher galten diese Elemente als selten, wahrscheinlich wegen der Schwierigkeiten bei der Gewinnung reiner Metalle. Tatsächlich gehören Titan und Zirkonium zu den fünf häufigsten Übergangsmetallen. Hafnium ist ebenfalls kein seltenes Metall. Rutherfordium kann nur durch künstliche Kernreaktionen gewonnen werden. Titan kommt mit 4100 ppm in der Erdhülle vor. Wesentlich seltener sind Zirkonium (Gehalt in der Erdhülle: 210 ppm) und Hafnium (4 ppm). Dies entspricht einem Massenverhältnis Ti:Zr:Hf von etwa 1400:50:1.

## Verwendung
Metalle der Titangruppe werden z. B. in Knieprothesen (Titan), Zirkonia (Zirkonium) und Steuerstäben (Hafnium) verwendet.